# 野葛根
野葛根（学名：Pueraria mirifica）是生长在泰国东北地区以及缅甸，中國雲南的植物。其含有的异黄酮是大豆的40倍。
1960年英國自然雜誌（Nature）上即已報導野葛根含高濃度異黃酮素，含量遠高於大豆，比大豆異黃酮濃度高5倍，並含有至少十三種植物性雌激素，包括葛雌素、去氧葛雌素、大豆貳元、金雀異黃貳、金雀異黃酮、b-穀甾醇；豆固醇、擬雌內酯、葛根黃素、mirifiocumestan、kwakhurin、葛根素芹菜糖苷、等。富含女性荷爾蒙誘導素和植物性雌激素。